# Cytaeis adherens
Cytaeis adherens är en nässeldjursart som beskrevs av Bouillon, Boero och Seghers 1991. Cytaeis adherens ingår i släktet Cytaeis och familjen Cytaeididae. Inga underarter finns listade i Catalogue of Life.